# Ново-Андреевский мост
Но́во-Андре́евский мост — пешеходный металлический балочный мост через реку Смоленку в Василеостровском районе Санкт-Петербурга, соединяет Васильевский остров и остров Декабристов.

## Расположение
Расположен у дома №28 по улице Одоевского и дома №27 по улице Беринга. 
Выше по течению находится Смоленский мост, ниже — Наличный мост.
Ближайшая станция метрополитена — «Приморская».

## Название
Мост, существовавший на этом месте с 1960-х годов, неофициально назывался Кооперативным или Железным (по материалу, из которого был сделан). Также существовало название Андреевский — по фамилии создателя моста.
В 2009 году на момент открытия нового моста в Петербурге уже существовал Андреевский мост (на Пороховых). Чтобы не допустить двух одинаковых топонимов, переправе через Смоленку присвоили название Ново-Андреевский мост — такое постановление вышло 28 июля 2010 года.

## История
Первый мост на этом месте появился в 1966–1969 годах. Инициатором строительства был заместитель начальника СКБ котлостроения Балтийского завода И. Л. Андреев. Пешеходный мост был необходим, чтобы сократить путь от нового жилого массива к троллейбусному и автобусному кольцу, располагавшемуся на левом берегу реки Смоленки. Андреев собрал средства с жителей домов на Железноводской улице и приобрел списанный подъёмный кран Балтийского завода, который стал основой конструкции моста. Мост был однопролётный балочный, длиной около 30 м и шириной около 1,5 м.
Летом 2005 года для пропуска земснарядов во время дноуглубительных работ на реке Смоленке мост был демонтирован. Он не числился на балансе СПб ГУП «Мостотрест». В 2009 году мост решили восстановить. Заказчиком работ выступил дорожный комитет правительства Санкт-Петербурга. Проект был разработан специалистами ЗАО «Трест Ленмостострой» Б. К. Барановым, Т. В. Ходан и ГУП «Мостотрест» С. Н. Шилкиной. Строительство началось в сентябре 2009 года. Работы выполнило СУ-4 ЗАО «Трест Ленмостострой» под руководством директора А. А. Антонова. Официально мост был открыт 17 декабря 2009 года. Общая стоимость работ составила 25 млн руб.

## Конструкция
Мост однопролётный металлический балочный. Сварное пролётное строение длиной 30,0 м состоит из двух балок с криволинейным очертанием нижнего пояса. Эти балки-стенки объединены по верху ортотропной плитой. Устои моста монолитные железобетонные на свайном основании из стальных труб. Длина моста составляет 34,8 м, ширина — 3,3 м. 
Мост пешеходный. Перильное ограждение металлическое сварное простого рисунка. На мост ведет лестничный спуск. При входах на мост установлены четыре металлических торшера с фонарями.